# Sufflamen verres
 Sufflamen verres és un peix teleosti de la família dels balístids i de l'ordre dels tetraodontiformes.

## Morfologia
Pot arribar als 40 cm de llargària total.

## Hàbitat
Viu entre els 3 i els 36 m de fondària.

## Distribució geogràfica
Es troba a les costes del Pacífic oriental (des de Mèxic fins a l'Equador, incloent-hi les Illes Galápagos).